# Seznam angolskih kardinalov
Seznam angolskih kardinalov.

## N
- Alexandre do Nascimento (1925-2024)
- Eugenio Dal Corso (1939-2024)